# Fernmeldeturm Bovenden
Der Sender Bovenden steht auf dem ca. 350 m hohen bewaldeten Osterberg östlich von Bovenden und südlich des Dorfes Eddigehausen sowie der Burg Plesse. Der nächstgelegene Ort ist in 750 m östlicher Entfernung Deppoldshausen, die mit nur 20 Einwohnern kleinste Göttinger Ortschaft. Durch seine Position ist der Fernmeldeturm fast im gesamten Leinegraben gut sichtbar und stellt eine weithin erkennbare Landmarke dar.

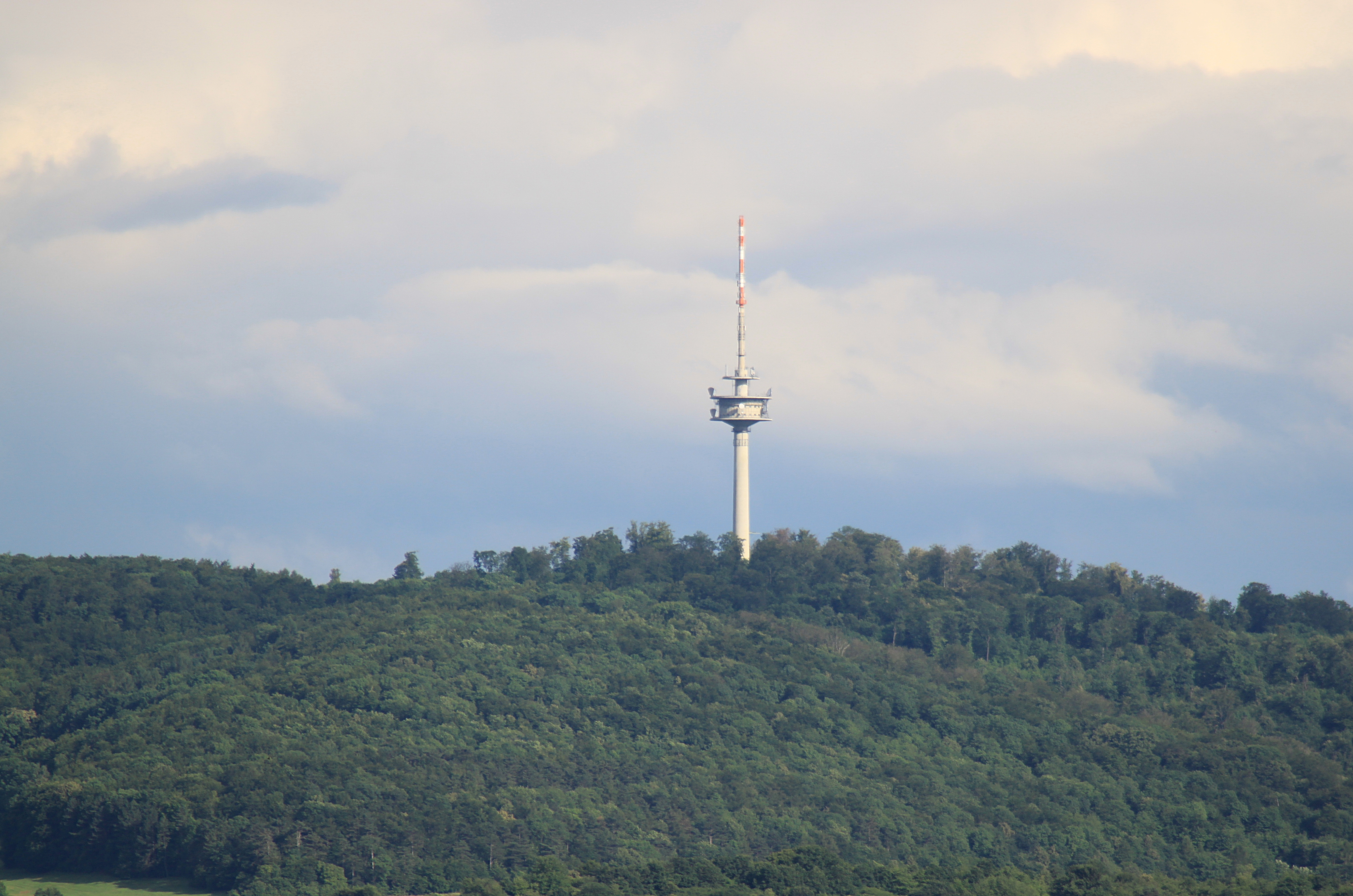
Der Fernmeldeturm aus dem Leinegraben betrachtet

## Baugeschichte
Der Bau des Fernmeldeturms Göttingen 2 begann am 7. März 1972, war am 1. Mai 1973 vollendet und am 24. August 1973 nahm das Fernmeldeamt Göttingen den Betrieb auf. Der Einbau von Fahrstuhl, Klimaanlage und Funkeinrichtungen folgte in den Jahren 1974 und 1975.

## Beschreibung
Beim Sender Bovenden handelt es sich um einen Typenturm vom Typ FMT 2.
Er dient laut einer alten Infotafel der Deutschen Telekom, die am vergitterten Eingang angebracht ist, der Ausstrahlung von UKW-Hörfunk, Richtfunk, Mobilfunk (D1), Eurosignal und Modacom (die beiden letzteren sind inzwischen abgeschaltet).
Außerdem wurden hier eine Satellitenempfangsstation für die Kabeleinspeisung betrieben, mit dem Verkauf der Kabel Deutschland zu Vodafone wurde diese Empfangsstation außer Betrieb genommen.
Bis zu deren Abschaltung war der Turm zudem analoger Füllsender der Fernsehsender RTL und SAT1, die von hier aus Göttingen versorgten und im Mobilfunkbereich Bestandteil der C-Netz Infrastruktur.
Seit der Umstellung auf DVB-T strahlt der Turm keine Fernsehsignale mehr aus. Die Versorgung für das Umland und die Stadt Göttingen übernimmt der in der Nachbarschaft befindliche Fernmeldeturm Solling.
Das Gelände um den Fernmeldeturm gehört der Deutschen Telekom und ist durch eine Zaunanlage eingefriedet. Unterhalb des Turms stehen zwei Flachdach-Wirtschaftsgebäude mit Laubengangverbindungen. Erschlossen wird der Fernmeldeturm über eine von der Realgemeinde Bovenden gepachtete Fahrstraße.

## Frequenzen und Programme

### Analoger Hörfunk (UKW)
| Programm              | Frequenz (MHz) | ERP (kW) | RDS               |
| --------------------- | -------------- | -------- | ----------------- |
| Radio 21              | 93,4           | 1        | RADIO_21          |
| Deutschlandfunk DLF   | 101,0          | 0,1      | __DLF___          |
| Radio ffn             | 102,8          | 5        | __ffn___/ffn_Goe_ |
| Antenne Niedersachsen | 106,0          | 5        | Antenne           |
| StadtRadio Göttingen  | 107,1          | 1        | SR_Goe__          |

### Digitales Radio (DAB / DAB+)
Digitaler Hörfunk im DAB+-Standard wird seit dem 31. August 2012 in vertikaler Polarisation im Gleichwellenbetrieb (Single Frequency Network) mit anderen Sendern ausgestrahlt. Ergänzend zum ersten bundesweiten Multiplex ist das Programmangebot des Norddeutschen Rundfunks am 14. September 2017 und der von Antenne Deutschland betriebene zweite Multiplex am 5. Oktober 2020 hinzugekommen.
| Block                        | Programme (Datendienste) | ERP (kW) | Antennen- diagramm rund (ND)/ gerichtet (D) | Gleichwellennetz (SFN) |
| ---------------------------- | --- | -------- | ------------------------------------------- | --- |
| 5C DR Deutschland (D__00188) | DAB+ Block der Media Broadcast: - Absolut relax (72 kbps) - Dlf (104 kbps) - Dlf Kultur (112 kbps) - Dlf Nova (104 kbps) - DRadio DokDeb (48 kbps) - Energy Digital (72 kbps) - ERF Plus (64 kbps) - Klassik Radio (72 kbps) - Radio Bob (72 kbps) - Radio Horeb (48 kbps) - Radio Schlagerparadies (64 kbps) - Schwarzwaldradio (64 kbps) - sunshine live (72 kbps) - DRadio Daten (32 kbps Daten) - EPG Deutschland (16 kbps Daten) - TPEG (16 kbps Daten) - TPEG_MM (16 kbps Daten) | 3,2      | D (210-30°)                                 | - Baden-Württemberg: Aalen, Baden-Baden (Fremersberg), Bad Mergentheim, Blauen, Brandenkopf, Donaueschingen, Feldberg im Schwarzwald, Freiburg (Vogtsburg-Totenkopf), Geislingen (Oberböhringen), Großerlach (Hohe Brach), Heidelberg (Königstuhl), Heilbronn (Schweinsberg), Hochrhein (Rickenbach), Hornisgrinde, Pforzheim (Schömberg-Langenbrand), Raichberg, Ravensburg (Höchsten), Reutlingen, Stuttgart (Frauenkopf), Ulm (Kuhberg) - Bayern: Amberg (Hirschau), Aschaffenburg (Pfaffenberg), Augsburg (Hotelturm), Bad Tölz (Gaißach), Balderschwang, Bamberg (Geisberg), Büttelberg, Brotjacklriegel, Dillberg, Grünten, Herzogstand, Hochberg (Traunstein), Hoher Bogen, Inntal (Ebbs), Ingolstadt (Gelbelsee), Kreuzberg/Rhön, Landshut (Altdorf), München (Olympiaturm), Nennslingen (Büchelberg), Nürnberg, Oberammergau, Ochsenkopf, Passau, Pfänder, Pfaffenhofen, Pfarrkirchen, Pfronten, Regensburg (Hohe Linie), Unterringingen, Untersberg, Wendelstein (Bayrischzell), Würzburg (Frankenwarte) - Berlin: Berlin (Alexanderplatz), Berlin (Scholzplatz) - Brandenburg: Bad Belzig, Booßen, Brandenburg/Havel, Calau, Casekow, Cottbus, Eberswalde, Eisenhüttenstadt, Neuruppin (geplant), Petkus, Pritzwalk, Templin - Bremen: Bremen (Walle), Bremerhaven-Schiffdorf - Hamburg: Hamburg (Moorfleet), Hamburg (Heinrich-Hertz-Turm) - Hessen: Bad Hersfeld (Rimberg), Biedenkopf (Sackpfeife), Fulda (Hummelskopf), Frankfurt (Europaturm), Gelnhausen (Schnepfenkopf), Gießen (Dünsberg), Großer Feldberg, Hardberg, Hohe Wurzel, Hoher Meißner, Kassel (Habichtswald), Mainz-Kastel - Mecklenburg-Vorpommern: Garz (Rügen), Güstrow, Malchin, Neubrandenburg-Süd, Neustrelitz (geplant), Rostock (Toitenwinkel), Röbel, Schwerin (Zippendorf-Gr.Dreesch), Torgelow, Wismar/Rüggow, Züssow - Niedersachsen: Aurich-Popens, Braunschweig (Broitzem), Braunschweig (Drachenberg), Cuxhaven-Stadt, Dannenberg, Göttingen (Bovenden-Osterberg), Hannover (Telemax), Lingen, Lüneburg-Neu Wendhausen, Molbergen-Peheim, Osnabrück (Bramsche-Schleptruper Egge), Hildesheim (Sibbesse), Steinkimmen, Uelzen, Visselhövede, Wilhelmshaven - Nordrhein-Westfalen: Aachen (Karlshöhe), Bergneustadt-Wiedenest (R), Bielefeld (Hünenburg), Bonn (Venusberg), Dortmund (Florianturm), Düsseldorf (Rheinturm), Eggegebirge, Herscheid, Hochsauerland (Hunau), Hürtgenwald-Großhau, Köln (Colonius), Langenberg, Lügde-Rischenau (Köterberg), Meschede (geplant), Minden (Jakobsberg), Münster (Fernmeldeturm), Schöppingen, Siegen-Süd, Wesel - Rheinland-Pfalz: Bad Kreuznach (Schanzenkopf), Bad Marienberg (Westerwald), Bornberg, Daun (Eifel), Edenkoben (Kalmit), Heckenbach-Schöneberg (Ahrweiler), Haardtkopf, Idar-Oberstein, Kaiserslautern, Kettrichhof, Koblenz (Kühkopf), Schnee-Eifel (geplant), Trier (Petrisberg) - Saarland: Merzig-Merchingen, Saarbrücken (Schoksberg) - Sachsen: Chemnitz, Dresden, Geyer, Leipzig, Löbau, Neustadt, Niederschöna (geplant), Oschatz, Schöneck, Zwickau Ost - Sachsen-Anhalt: Brocken, Burg, Dequede, Petersberg, Pettstädt (Weißenfels), Schneidlingen, Wittenberg - Schleswig-Holstein: Bungsberg, Bredstedt, Flensburg, Garding, Heide, Helgoland, Hennstedt, Itzehoe (geplant), Kiel (Kronshagen), Lübeck (Stockelsdorf), Schleswig, Niebüll (Süderlügum), Westerland (Sylt) - Thüringen: Bleßberg (Sonneberg), Erfurt-Hochheim, Gera, Inselsberg, Jena (Oßmaritz), Kulpenberg, Lobenstein (Sieglitzberg), Saalfeld (Remda), Weimar (Ettersberg) |
| 5D Antenne DE (D__00364)     | DAB-Block von Antenne Deutschland: - 80s80s (72 kbps) - 90s90s (72 kbps) - Absolut Bella (72 kbps) - Absolut Germany (72 kbps) - Absolut HOT (72 kbps) - Absolut Oldie (72 kbps) - Absolut TOP (72 kbps) - AIDAradio (72 kbps) - Ballermann Radio (72 kbps) - Beats Radio (72 kbps) - Brillux Radio (72 kbps) - Nostalgie (72 kbps) - Oldie Antenne (72 kbps) - RTL Radio (72 kbps) - Rock Antenne (72 kbps) - Toggo Radio (72 kbps)                                                   | 3,2      | D (210-30°)                                 | - Bayern: Amberg (Hirschau), Bamberg (Geisberg), Ingolstadt (Gelbelsee), Kreuzberg/Rhön, Nürnberg, Ochsenkopf, Pfaffenhofen, Regensburg (Hohe Linie), Würzburg (Frankenwarte) - Berlin: Berlin (Alexanderplatz), Berlin (Scholzplatz) - Brandenburg: Casekow, Cottbus, Pritzwalk - Bremen: Bremen (Walle) - Hamburg: Hamburg (Heinrich-Hertz-Turm) - Mecklenburg-Vorpommern: Rostock (Toitenwinkel), Schwerin (Zippendorf-Gr.Dreesch), Züssow - Niedersachsen: Braunschweig (Broitzem), Cuxhaven-Stadt, Göttingen (Bovenden-Osterberg), Hannover (Telemax), Hildesheim (Sibbesse/Griesberg), Lüneburg-Neu Wendhausen, Molbergen-Peheim, Osnabrück (Bramsche-Schleptruper Egge), Visselhövede - Nordrhein-Westfalen: Bielefeld (Hünenburg), Minden (Jakobsberg) - Sachsen: Dresden, Geyer, Leipzig, Löbau/Schafberg, Oschatz, Schöneck - Sachsen-Anhalt: Brocken, Burg, Petersberg, Wittenberg - Schleswig-Holstein: Flensburg, Heide, Kiel (Kronshagen), Lübeck (Stockelsdorf) - Thüringen: Erfurt-Hochheim, Gera, Inselsberg, Jena (Oßmaritz), Kulpenberg, Lobenstein (Sieglitzberg), Weimar (Ettersberg) |
| 6C NDR NDS BS (D__00291)     | DAB+ Block des Norddeutschen Rundfunks: - NDR 1 NDS BS (Braunschweig) (104 kbps) - NDR 2 NDS (104 kbps) - NDR Kultur (104 kbps) - NDR Info NDS (104 kbps) - N-Joy (104 kbps) - NDR Blue (104 kbps) - NDR Schlager (104 kbps) - NDR Info Spezial (104 kbps) - NDR BWS (16 kbps) - ARD TPEG (16 kbps) | 3,2      | D (210-30°)                                 | Bad Sachsa (Ravensberg), Braunlage (Hohegeiss), Braunschweig (Drachenberg), Einbeck (Fuchshöhlenberg), Göttingen (Bovenden), Göttingen (Nikolausberg), Goslar (Sudmerberg), Hann. Münden/Tannenkamp, Holzminden-Neuhaus, Lügde-Rischenau (Köterberg), Salzgitter/Klein Flöthe, Staufenberg-Sichelnstein, Torfhaus, Uelzen, Wolfsburg (Klieversberg) (R) |
| 7D Media Broadcast           | DAB-Block der Media Broadcast: - 89.0 RTL (96 kbps) - Antenne Niedersachsen (72 kbps) - Antenne Schlager (72 kbps) - bigFM (72 kbps) - Jam FM (72 kbps) - Oldie Antenne (72 kbps) - Radio 21 (GÖ/Harz) (72 kbps) - Radio ffn (72 kbps) - Radio Bollerwagen (72 kbps) - Radio SAW (72 kbps) - The Wolf (GÖ/Harz) (72 kbps) - StadtRadio Göttingen (64 kbps) | 5        | -                                           | Göttingen (Bovenden) |

### Analoges Fernsehen (PAL)
Bis zur Umstellung auf DVB-T wurden folgende analogen Fernsehprogramme gesendet:
| Kanal | Frequenz (MHz) | Programm                              | ERP (kW) | Sendediagramm rund (ND)/ gerichtet (D) | Polarisation horizontal (H)/ vertikal (V) |
| ----- | -------------- | ------------------------------------- | -------- | -------------------------------------- | ----------------------------------------- |
| 29    | 535,25         | RTL Television (Niedersachsen/Bremen) | 0,5      | D                                      | H                                         |
| 39    | 615,25         | Sat.1 (Niedersachsen/Bremen)          | 1        | D                                      | H                                         |